# Relaciones Moldavia-Rumania
Relaciones modernas entre Moldavia y Rumania surgió después de que la República de Moldavia obtuviera su independencia de la Unión Soviética en 1991. El panrumanismo ha sido una parte constante de la política moldava y fue adoptado en la plataforma del Frente Popular de Moldavia en 1992. El idioma oficial de Moldavia es el rumano . Los pueblos de ambos países comparten tradiciones y folclore comunes,  incluido un nombre común para la unidad monetaria: el leu ( leu moldavo y leu rumano ). En la actualidad, las relaciones entre ambos Estados son excepcionalmente amistosas, especialmente debido a la administración prorrumana de Maia Sandu en Moldavia. 
Tras la caída del Imperio ruso, la mayor parte del territorio de la actual Moldavia pasó a formar parte de Rumania. Esto se prolongó durante el período de entreguerras, tras el cual la región fue ocupada y anexada por la Unión Soviética. Las primeras señales de que Rumanía y Moldavia podrían unirse tras la emancipación de este último país del dominio soviético se desvanecieron rápidamente tras la Guerra de Transnistria. Sin embargo, surgió un creciente sentimiento unionista, especialmente en la segunda década del siglo XXI, incluso cuando los sucesivos gobiernos moldavos oscilaban continuamente entre posiciones prorrusas (y, por supuesto, antirrumanas). and pro-Western positions. Rumania ha mantenido su interés en los asuntos moldavos y ha apoyado su avance hacia la integración europea, mientras que Moldavia, bajo la presidencia de Maia Sandu, ha mantenido una relación excepcionalmente estrecha con Rumanía. Rumania es miembro de la Unión Europea y Moldavia es candidata a la misma.

## Frontera entre Moldavia y Rumanía

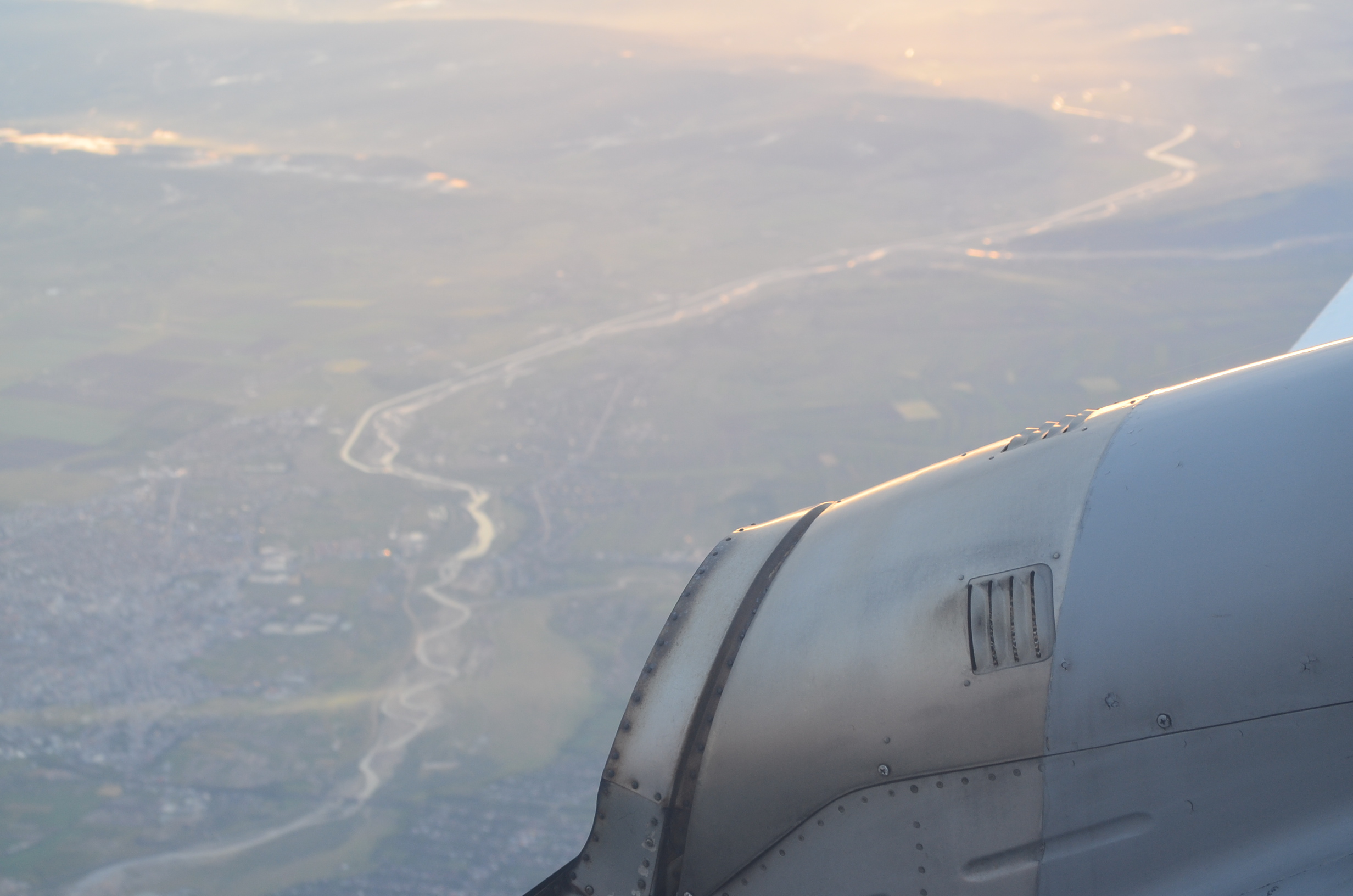
Vista aérea del río Prut, que separa Rumania y Moldavia.

La frontera entre Moldavia y Rumania es una frontera fluvial que sigue el curso del Prut y el Danubio. Esta zona también forma parte de la frontera oriental de la Unión Europea, y se extiende desde Criva, al norte, hasta Giurgiuleşti, al sur. Moldavia tiene acceso al Danubio por menos de 500 metros, y Giurgiuleşti es el puerto moldavo en el río Danubio.

## Historia
En 1918, al finalizar la Primera Guerra Mundial, Transilvania, Bucovina y Besarabia se unieron al Antiguo Reino Rumano. Besarabia, tras haber declarado su soberanía en 1917 por el recién elegido Consejo del País (Sfatul Țării), se enfrentó a la agitación bolchevique entre las tropas rusas y a las reivindicaciones ucranianas sobre partes de su territorio. El presidente del Consejo del País solicitó al comandante en jefe ruso en Iași, Dmitri Shcherbachov, el envío de tropas para proteger el país. Al no tener tropas, transmitió la solicitud a los rumanos, cuya intervención militar fue recibida con protestas por los presidentes del Consejo del País y del gobierno provisional de Besarabia y por el Soviet de Chisináu. Besarabia declaró su independencia de Rusia el 24 de enero de 1918 y, el 9 de abril de 1918, Sfatul Țării votó la unión con Rumania: de los 148 diputados, 86 votaron a favor de la unión, 3 en contra, 36 se abstuvieron (en su mayoría los diputados que representaban a las minorías, el 50% de la población de Besarabia en ese momento) y 13 no estuvieron presentes.
La unión de Besarabia con Rumania fue ratificada en 1920 por el Tratado de París, que sin embargo no fue reconocido por la RSFS de Rusia y los Estados Unidos de América (los Estados Unidos se abstuvieron debido al Tratado de Trianon).
Rumania conservó Besarabia desde 1918 hasta 1940, cuando aceptó un ultimátum soviético para renunciar a Besarabia y Bucovina del Norte. La mayor parte de Besarabia pasó a formar parte de la República Socialista Soviética de Moldavia, mientras que la región meridional de Budjak pasó a manos de la República Socialista Soviética de Ucrania. Durante la Segunda Guerra Mundial, Rumania (en alianza con las potencias del Eje) recuperó Besarabia y obtuvo más ganancias territoriales a expensas de la Unión Soviética (la Gobernación de Transnistria) como compensación por el norte de Transilvania, perdido ante Hungría en 1940. No obstante, la derrota del Eje en la guerra resultó en el regreso de Besarabia al control soviético y el restablecimiento de sus fronteras internas. La derrotada Rumanía también se convirtió en un estado comunista dentro del Bloque del Este, liderado por la Unión Soviética.

### Relaciones entre la República Socialista Soviética de Rumania y Moldavia
En agosto de 1976, Nicolae Ceaușescu, su esposa y su hijo fueron los primeros visitantes rumanos de alto nivel en la República Socialista Soviética de Moldavia desde la Segunda Guerra Mundial. El primer secretario del PC moldavo, Ivan Bodiul, los recibió en la frontera y los escoltó hasta Chișinău. En diciembre de 1976, Bodiul y su esposa Claudia regresaron a visitarnos durante cinco días por invitación de Ceaușescu. La visita de Bodiul fue una primicia en la historia de las relaciones bilaterales de posguerra. En una de sus reuniones en Bucarest, Bodiul declaró que «la buena relación se inició con la visita de Ceaușescu a la Moldavia soviética, que propició la expansión de los contactos e intercambios en todos los ámbitos».
El 5 de noviembre de 1978, se inauguró la central hidroeléctrica de Stânca-Costești (en Stânca-Costești) en Prut, seis años después de la ratificación del acuerdo fundamental rumano-soviético para su construcción. Rumanía estuvo representada por Ion Iliescu, mientras que Bodiul representó a la URSS.
Del 14 al 16 de junio de 1979, una delegación del Partido Comunista Rumano, encabezada por Ion Iliescu, miembro suplente del Comité Ejecutivo Político y primer secretario del Comité del Partido del Condado de Iași, visitó la República Socialista Soviética de Moldavia.
En la conferencia final del Partido Comunista Rumano en noviembre de 1989, Ceaușescu planteó una vez más la cuestión de Besarabia, denunciando el Pacto Mólotov-Ribbentrop de 1939 y pidiendo implícitamente la devolución de la región a Rumanía.

### Reconocimiento por parte de Rumania

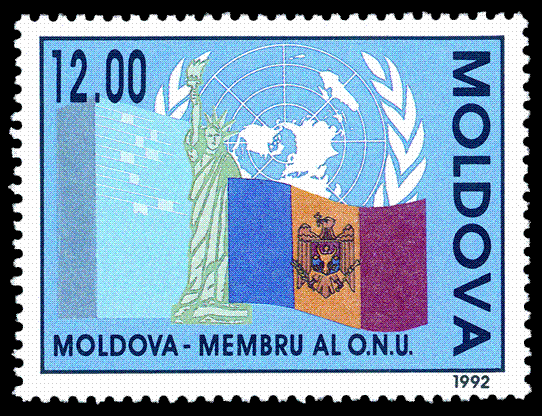
El 27 de agosto de 1991, Rumania fue el primer Estado en reconocer a Moldavia, que se convirtió en miembro de la ONU el 2 de marzo de 1992.

Rumanía fue el primer Estado en reconocer a la República independiente de Moldavia, tan solo unas horas después de que el Parlamento moldavo emitiera la Declaración de Independencia. De la declaración del Gobierno rumano en esa ocasión se desprendía claramente que, en opinión de las autoridades de Bucarest, la independencia de Moldavia se consideraba una forma de emancipación de la tutela de Moscú y un paso hacia la reunificación con Rumanía.

Proclamarea unui stat românesc independent pe teritoriile anexate cu forța în urma înțelegerilor secrete stabilite prin Pactul Molotov–Ribbentrop reprezintă un pas decisiv spre înlăturarea pe cale pașnică a consecințelor nefaste ale acestuia, îndreptate împotriva drepturilor și intereselor poporului român.

[La proclamación de un Estado rumano independiente en los territorios anexados por la fuerza tras los acuerdos secretos del Pacto Ribbentrop-Molotov representa un paso decisivo hacia la eliminación pacífica de las lamentables consecuencias de este pacto dirigidas contra los derechos e intereses del pueblo rumano.]

En pocos días se firmaron acuerdos para el establecimiento de relaciones diplomáticas. En pocas semanas, se instauraron regímenes fronterizos sin visado ni pasaporte, permitiendo a los ciudadanos rumanos y moldavos cruzar la frontera únicamente con documentos de identidad. Ya en 1991, Rumania comenzó a donar libros para bibliotecas moldavas y libros de texto para escuelas, y a ofrecer becas a estudiantes moldavos para estudiar en institutos y universidades rumanas.
Durante la Guerra de Transnistria, Rumania fue el único país que apoyó a Moldavia. Transnistria recibió el apoyo de Rusia y Ucrania, lo que significó que las fuerzas moldavas se enfrentaron no solo a las tropas transnistrias, sino también a cosacos y voluntarios rusos, así como a voluntarios ucranianos. Sin embargo, Rumania envió un contingente de voluntarios y asesores militares para combatir junto a las fuerzas moldavas, además de suministrar armas y equipo a Moldavia.
El 14 de abril de 1994, la Cámara de Diputados de Rumania adoptó una declaración de protesta contra la decisión del Parlamento moldavo a favor de la adhesión a la CEI. La protesta contenía graves acusaciones contra el órgano legislativo del recién creado país vecino:

Votul Parlamentului de la Chișinău reconfirmă, în mod regretabil, Pactul criminal și anulează iresponsabil un drept al națiunii române de a trăi în integritatea spațiului ei istoric și spiritual ... Prin poziția geografică, cultură, istorie și traditii, locul natural al fraților noștri de peste Prut este, fără îndoială, împreună cu noi, în marea familie a națiunilor europene și nicidecum în cadrul unei structuri euro-asiatice. 

[El voto del Parlamento en Chisináu lamentablemente reconfirma el pacto criminal y cancela irresponsablemente el derecho de la nación rumana a vivir dentro de la integridad de su espacio histórico y espiritual... Por la posición geográfica, la cultura, la historia y las tradiciones, el lugar natural de nuestros hermanos del otro lado del Prut es, sin duda, junto con nosotros, en la gran familia de las naciones europeas y de ninguna manera en una estructura euroasiática.]

### 2001–2008
En marzo de 2002, el nuevo presidente comunista de Moldavia, Vladimir Voronin, anunció que pondría fin a la "política colonial" de Rumania hacia Moldavia buscando una relación más estrecha con Moscú.
En 2007, la tensión entre ambos gobiernos aumentó en el contexto de la reanudación del programa rumano para otorgar la doble nacionalidad a algunos ciudadanos moldavos. En febrero de 2007, Voronin declaró que 10 millones de moldavos étnicos estaban siendo perseguidos en Rumania al no permitírseles registrarse oficialmente como minoría étnica. La declaración de Voronin fue duramente criticada por varias organizaciones rumanas. El periódico rumano Gândul señaló que esta supuesta minoría representaba aproximadamente la mitad de la población rumana. Constantin Iordachi interpretó la declaración de Voronin como: «Además, culpando a Rumanía de sus políticas irredentas, Voronin presentó sus propios planes para una Gran Moldavia, planteando reivindicaciones territoriales sobre la provincia rumana de Moldavia». Un mes después, Voronin declaró que «la lengua moldava es la madre de la lengua rumana. [...] Intentar llamarla rumana, o llamarla de cualquier otra forma, es intentar engañar a la historia y a la propia madre». En noviembre, Voronin acusó a Rumania de ser "el último imperio de Europa".

### Disputa diplomática de 2009

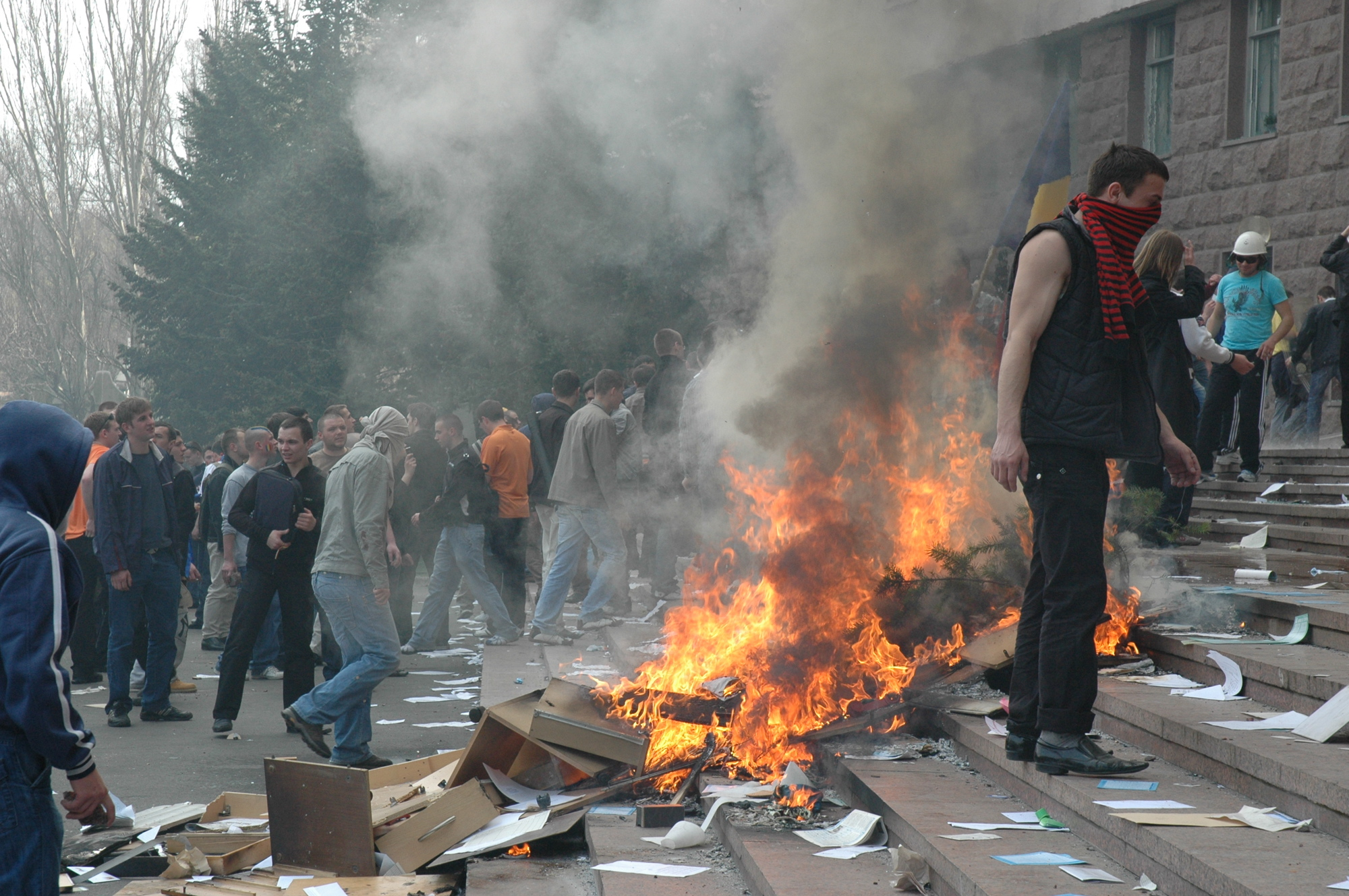
Protestas antigubernamentales en Moldavia de 2009.

Las protestas antigubernamentales en Moldavia en abril de 2009 dieron lugar a una disputa diplomática entre los países, después de que el presidente Voronin acusara a Rumania de ser la fuerza detrás de los disturbios en Chisináu. Rumania negó todos los cargos de estar involucrada en las protestas.
El embajador rumano en Moldavia, Filip Teodorescu, fue declarado persona non grata por el gobierno moldavo y se le exigió abandonar el país en 24 horas. Al día siguiente, el parlamento rumano nombró a un diplomático de alto rango, Mihnea Constantinescu, como nuevo embajador en Moldavia, pero dos semanas después, el gobierno moldavo lo rechazó sin explicaciones, profundizando la crisis.
El gobierno moldavo impuso la obligación de visado para los ciudadanos rumanos y cerró la Frontera entre Moldavia y Rumania el 7 de abril. No se permitió la entrada al país a estudiantes moldavos que estudiaban en Rumania ni a periodistas internacionales. Al día siguiente, las conexiones ferroviarias entre Rumania y Moldavia se cancelaron por tiempo indefinido debido a problemas técnicos. Rumania anunció que no tomará medidas recíprocas en la expulsión del embajador y que mantendrá el mismo régimen de visados, con visados gratuitos para los ciudadanos moldavos. También condenó como "arbitrarias y discriminatorias" las nuevas medidas adoptadas contra los ciudadanos rumanos en Moldavia y afirmó que el programa de visados era "imprudente" y violaba un pacto entre Moldavia y la UE.
El gobierno rumano modificó la normativa que permite a los extranjeros con antepasados con ciudadanía rumana (incluida la mayoría de los moldavos) obtener la ciudadanía rumana. La nueva ley permite a las personas con al menos un bisabuelo rumano (en lugar de solo un abuelo, como antes) solicitar la ciudadanía rumana, y añadió un plazo máximo de cinco meses para responder a la solicitud.[cita requerida]
El 9 de febrero de 2010, el Parlamento rumano aprobó un nuevo embajador en Moldavia, Marius Lazurcă.
Tiempo después, el 20 de abril de 2012, Moldavia y Rumania firmaron un Acuerdo de Cooperación en Materia de Defensa. El acuerdo se amplió el 21 de junio de 2024.

### Presidencia de Igor Dodon
Bajo la presidencia de Igor Dodon, las relaciones bilaterales se deterioraron significativamente. Durante su presidencia, Dodon nunca realizó una visita oficial a Bucarest, la capital rumana. En marzo de 2018, anunció su convicción de que los rumanos que apoyan la unificación de Moldavia y Rumanía son el "enemigo número uno" del país, y en una entrevista con Radio Free Europe fue más allá al afirmar que el gobierno de Bucarest apoya cualquier intento de unionismo. Además, Dodon se oponía firmemente a la adhesión a la UE. A pesar de este deterioro, durante una reunión con el presidente Klaus Iohannis en Nueva York, Dodon afirmó que el desarrollo de las relaciones con Rumania era una "prioridad clave" para su gobierno. En mayo de 2020, durante una discusión en Facebook con el eurodiputado rumano Siegfried Mureșan, el primer ministro moldavo, Ion Chicu, declaró que Rumanía era el país más corrupto de Europa. Las palabras de Chicu generaron controversia en Rumanía, y un diputado rumano solicitó la revocación de su ciudadanía rumana. Chicu se disculparía posteriormente durante una reunión con el embajador rumano en Moldavia, Daniel Ioniță.

### Presidencia de Maia Sandu
Moldavia, bajo la actual presidencia de Maia Sandu, se ha reorientado para volverse mucho más prorrumana y prooccidental, a pesar de la presión rusa.
Durante la pandemia internacional y nacional de COVID-19, se reunió con Iohannis en Chisináu el 29 de diciembre de 2020. En ella, Iohannis prometió que Rumania donaría 200.000 unidades de vacunas a Moldavia como parte de un programa de colaboración sobre la pandemia de COVID-19 y otros temas entre los dos países.[cita requerida]
Sandu aceleró el proceso de integración de Moldavia en la UE y declaró que "la República se integrará en el espacio europeo con la ayuda de Rumania". Moldavia solicitó formalmente unirse a la UE en marzo de 2022, después de la creciente preocupación por el expansionismo ruso (como en Ucrania), y se le concedió el estatus de candidato en junio de 2022. 
El apoyo público en Moldavia a la unión con Rumania ha aumentado significativamente desde que Sandu tomó el poder, llegando al 42,5% en la última encuesta en noviembre de 2022, en comparación con solo el 24% de apoyo en 2018. La propia Sandu ha dicho que votaría "sí" en un hipotético referéndum de unificación.
El 2 de marzo de 2023, el parlamento moldavo aprobó una ley que afirmaba que el idioma estatal era el rumano y no el "moldavo", aclarando ambigüedades previas. La idea fue apoyada por el gobernante Partido de Acción y Solidaridad y fue fuertemente rechazada por el Bloque Electoral de Comunistas y Socialistas. La Academia de Ciencias de Moldavia también apoyó esta decisión.